# Cornelis Galle il Giovane
Cornelis Galle il Giovane noto anche come Cornelius Galle il Giovane e Cornelius Galle the Younger (Anversa, 1615 – Anversa, 18 ottobre 1678) è stato un incisore fiammingo.

## Biografia
Era figlio di Cornelis Galle il Vecchio e nipote di Philip Galle. 
e dal padre apprese le prime nozioni artistiche. Intraprese poi la carriera del nonno e del padre divenendo principalmente noto per le sue incisioni realizzate da opere pittoriche di Peter Paul Rubens.